# 榛東村ぶどう郷
榛東村ぶどう郷（しんとうむらぶどうきょう）とは群馬県北群馬郡榛東村の榛名山東麓にある、ぶどう狩りのできる観光農園の集まり。

## 歴史
1964年に初出荷された。

## 規模
約20 ヘクタールの土地に約40 軒のぶどう園がある。

## 主な品種
- 巨峰（きょほう）
- デラウェア